# Корсунов, Роман Александрович
Рома́н Алекса́ндрович Корсуно́в (11 марта 1999, Обнинск, Калужская область) — российский дартсмен. Чемпион России по дартсу в парном зачёте, победитель и призёр всероссийских соревнований. Мастер спорта России.

## Биография
В детстве занимался плаванием и футболом. Дартсом увлёкся случайно, сыграв в гостях у друга. Начал им заниматься в январе 2014 года и освоил самостоятельно.
В апреле 2023 года стал чемпионом России в парном разряде вместе с Евгением Жуковым. В финале они обыграли Александра Орешкина и Тимофея Самошкина. Также вместе с Жуковым становился обладателем Кубка России по дартсу.
Считается «российским Питером Райтом» из-за экстравагантной внешности на турнирах.
13 мая 2023 года на турнире Hard Rock Darts Open II стал автором уникального достижения, сыграв лег за 9 дротиков.
На всероссийском уровне представляет Мордовию.

## Вне спорта
Окончил Российский государственный университет туризма и сервиса. Работает специалистом по клиентской поддержке в онлайн-сервисе путешествий.

## Семья
Есть родной младший брат.

## Достижения

### Парные
- Обладатель Кубка России (2021)
- Чемпион России (2023)

### Микст
- Вице-чемпион России (2021)[7]

### Командные
- Бронзовый призёр чемпионата России (2021)